# 荒子駅
荒子駅（あらこえき）は、愛知県名古屋市中川区吉良町にある、名古屋臨海高速鉄道あおなみ線の駅である。駅番号はAN04。

## 概要
尾張四観音の1つ、荒子観音の北東側にある。

ロータリーの前田利家の騎馬像

駅前のロータリーには荒子生まれの戦国武将前田利家の初陣の騎馬像が設置されている。

## 歴史
- 2004年（平成16年）
  - 9月20日：沿線区住民対象の試乗会にて公開。
  - 9月25日：名古屋市民対象の試乗会にて公開。
  - 10月6日：開業。

## 駅構造
島式ホーム1面2線を有する盛土上の高架駅。バリアフリーの対応としてエレベーターを1基配置。上下線のホームに安全対策として可動式ホーム柵を設置。
国鉄時代に関西本線四日市駅方面⇔西名古屋港線名古屋貨物ターミナル駅方面を結ぶ貨物列車のために、現在の当駅 - 小本駅間から分岐して関西本線八田駅に至るデルタ線が計画されたが、南方貨物線計画頓挫とともに断念された。現在、取得してあった用地は道路及び住宅地に転用されている。
通常は無人駅であり、中島駅が当駅を管理している。

### のりば
| 番線 | 路線        | 方向 | 行先         |
| ---- | ----------- | ---- | ------------ |
| 1    | ■あおなみ線 | 下り | 金城ふ頭方面 |
| 2    | ■あおなみ線 | 上り | 名古屋方面   |

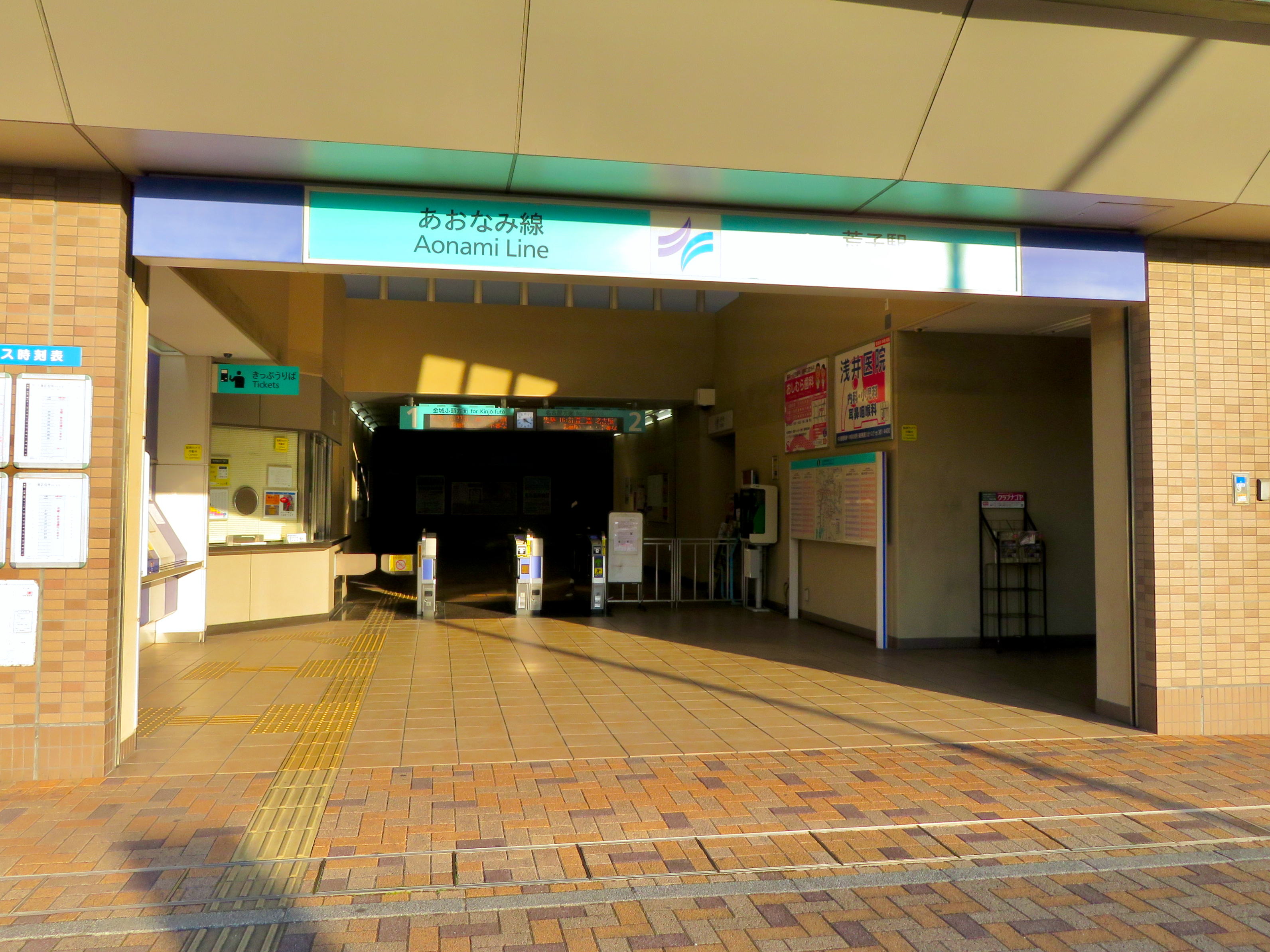
改札口（2020年2月）
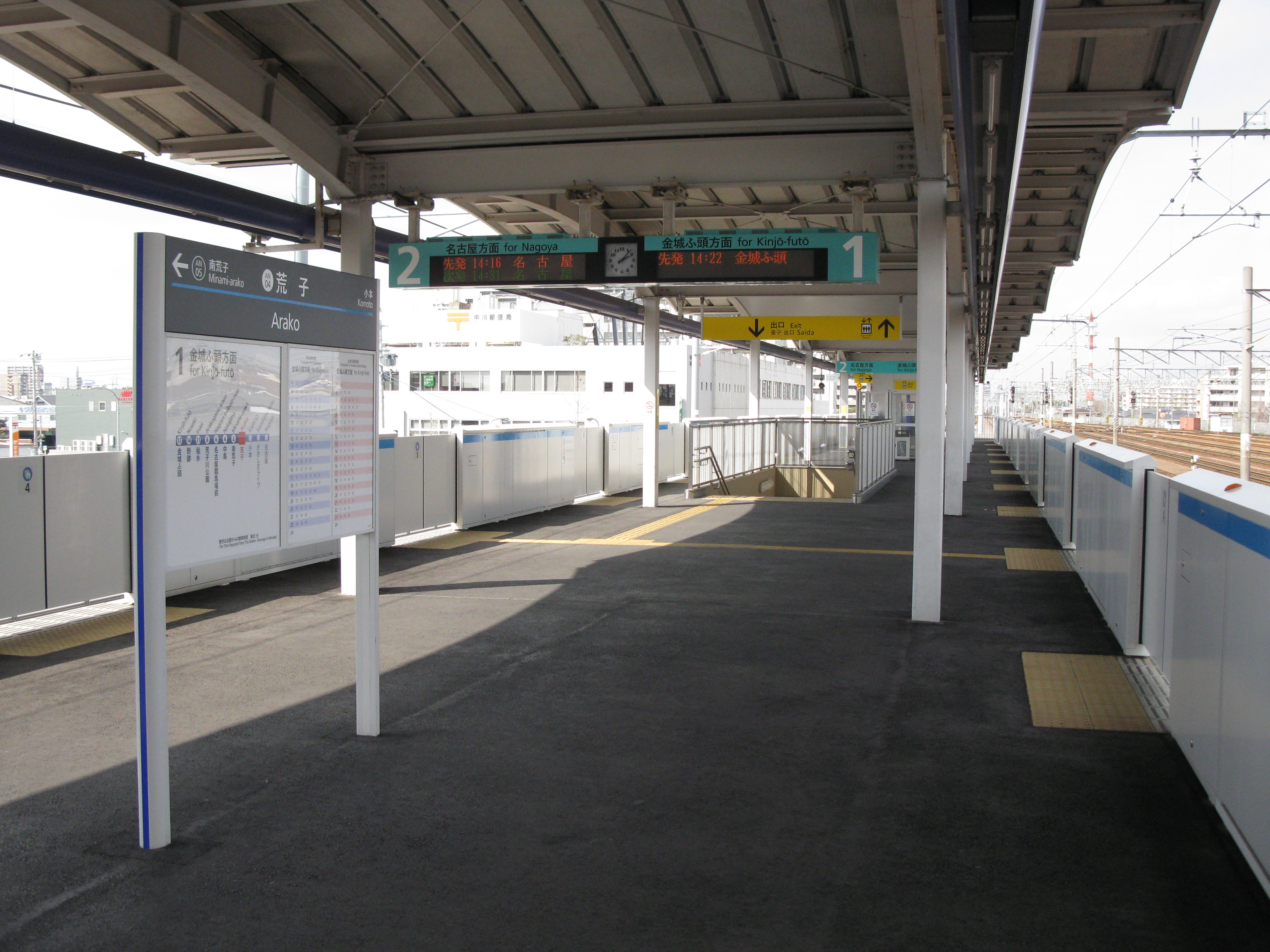
ホーム（2010年3月）
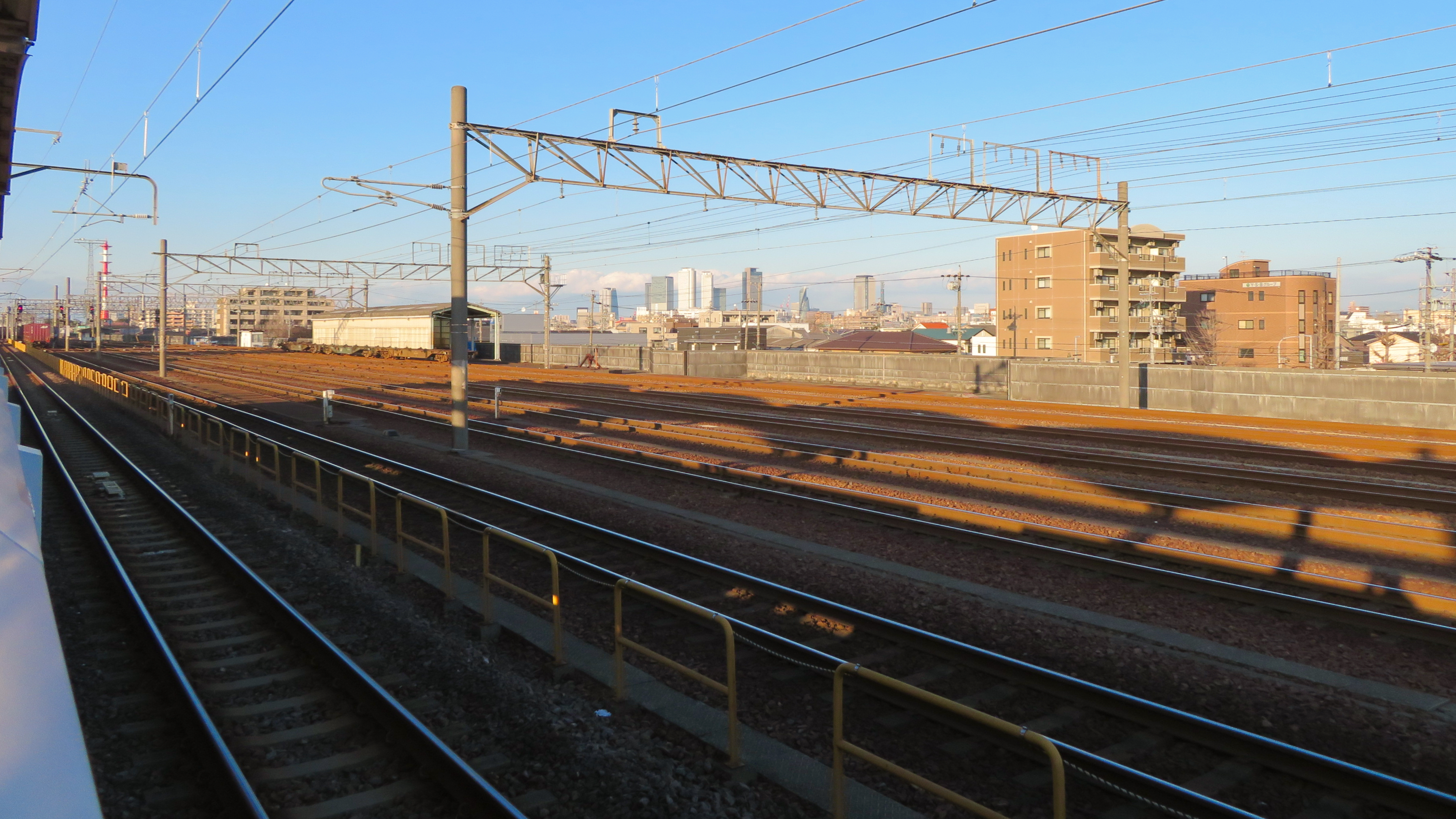
貨物用の線路が駅に隣接する（2020年2月）
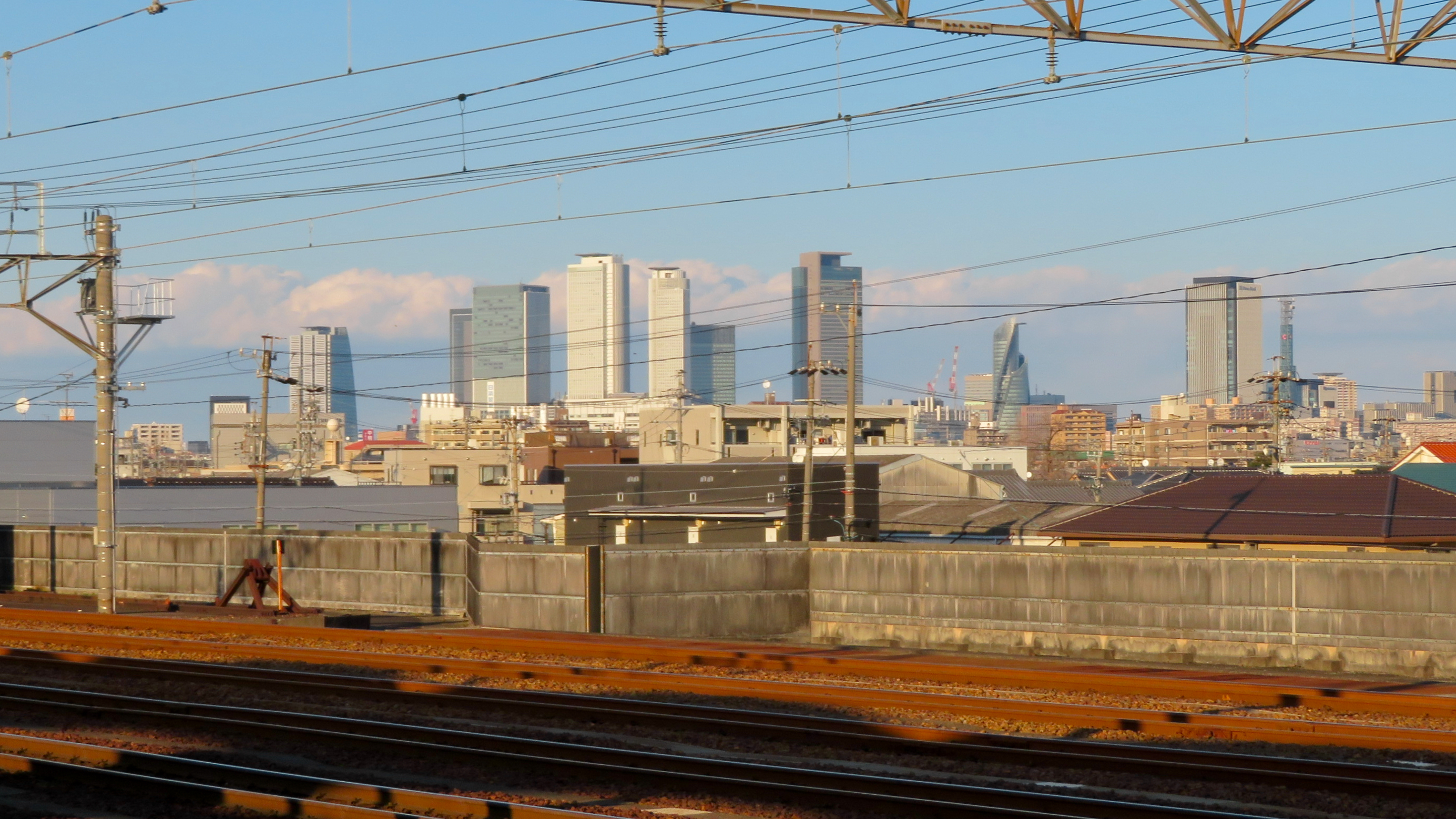
ホームから名古屋駅周辺を眺める（2020年2月）

## 利用状況
名古屋市の統計によると、当駅の一日平均乗車人員は以下の通り推移している。
- 2004年度 - 953人
- 2005年度 - 1,106人
- 2006年度 - 1,241人
- 2007年度 - 1,354人
- 2008年度 - 1,428人
- 2009年度 - 1,494人
- 2010年度 - 1,577人
- 2011年度 - 1,618人
- 2012年度 - 1,675人
- 2013年度 - 1,778人
- 2014年度 - 1,887人
- 2015年度 - 1,970人
- 2016年度 - 2,004人
- 2017年度 - 2,235人
- 2018年度 - 2,296人
- 2019年度 - 2,304人
- 2020年度 - 1,785人
- 2021年度 - 1,861人

あおなみ線は名古屋駅が起点・終点で荒子駅は途中駅だが、荒子駅の西へ700mほど向かったところに、名駅・栄などを通り越して名古屋の東端の藤が丘に達する名古屋市営地下鉄東山線の始発・終着駅である高畑駅があるため、荒子駅としては利用者確保に苦戦を強いられているが、名古屋駅までの所要時間は地下鉄よりもあおなみ線の方が短く、あおなみ線は名古屋駅までの途中駅も少ないので、年々利用者数は増加傾向にある。

## 駅周辺
当駅と高畑駅を中心としたエリアに中川区の公共・行政機関が集中している。
| - 中川区役所 - 中川保健センター - 中川区休日診療所 - 中川文化小劇場 - 中川図書館 - 中川環境事業所 - 中川郵便局 - 荒子公園 | - 荒子観音 - 荒子神社 - ザ・ビッグエクスプレス荒子店（イオンビッグによる運営） - 高畑駅 - 名古屋市営地下鉄東山線 - 名古屋貨物ターミナル駅 - JR貨物西名古屋港線 - 秀英予備校荒子駅前校 - 八熊通（愛知県道29号弥富名古屋線） |

## バス路線
最寄りのバス停は、八熊通沿いにある荒子駅となる。以下の路線バスが乗り入れ、名古屋市交通局により運行されている。なお、駅出入口前のロータリーはタクシー乗り場のみ設置されており、バス停は存在しない。
- 金山22：金山行、戸田行、中川車庫前行、地下鉄高畑行
- 高畑18：港区役所行
- 中川巡回：地下鉄高畑行

## 隣の駅
名古屋臨海高速鉄道
■あおなみ線
小本駅 (AN03) - 荒子駅 (AN04) - （貨）名古屋貨物ターミナル駅 - 南荒子駅 (AN05)
- ()内は駅番号を示す。